# 桃源駅
座標: 北緯37度28分7.23秒 東経126度38分32.33秒 / 北緯37.4686750度 東経126.6423139度
桃源駅（トウォンえき）は、大韓民国仁川広域市東区昌栄洞にある、韓国鉄道公社（KORAL）京仁線（首都圏電鉄1号線）の駅。駅番号は159。

## 歴史
- 1994年7月11日 - 間石駅とともに鉄道庁（当時）の駅として開業。
- 2002年3月 - 簡易委託駅に格下げ。
- 2005年1月1日 - 鉄道庁の改組により韓国鉄道公社(KORAIL)の駅となる。

## 駅構造
島式ホーム2面4線の地上駅。出口は2番まである。

### のりば
| 番線 | 路線                         | 種別 | 行先                       |
| ---- | ---------------------------- | ---- | -------------------------- |
| 1    | 京仁線 · （首都圏電鉄1号線） | 緩行 | 富川・光云大・逍遥山方面   |
| 2    | 京仁線 · （首都圏電鉄1号線） | 急行 | 上り電車の通過線のため閉鎖 |
| 3    | 京仁線 · （首都圏電鉄1号線） | 急行 | 下り電車の通過線のため閉鎖 |
| 4    | 京仁線 · （首都圏電鉄1号線） | 緩行 | 東仁川・仁川方面           |

## 利用状況
近年の1日平均利用人員推移は下記のとおりである。
| 路線   | 路線     | 2000年 | 2001年 | 2002年 | 2003年 | 2004年 | 2005年 | 2006年 | 2007年 | 2008年 | 2009年 | 出典  |
| ------ | -------- | ------ | ------ | ------ | ------ | ------ | ------ | ------ | ------ | ------ | ------ | ----- |
| 京仁線 | 乗車人員 | 7,047  | 7,811  | 8,354  | 8,430  | 6,220  | 6,087  | 4,914  | 4,876  | 4,763  | 4,483  | [ 1 ] |
| 京仁線 | 降車人員 | 5,063  | 6,016  | 7,646  | 7,018  | 5,151  | 5,365  | 5,217  | 4,771  | 4,711  | 4,452  | [ 1 ] |
| 路線   | 路線     | 2010年 | 2011年 | 2012年 | 2013年 | 2014年 | 2015年 | 2016年 | 2017年 | 2018年 | 2019年 | 出典  |
| 京仁線 | 乗車人員 | 4,350  | 4,285  | 4,218  | 4,238  | 4,226  | 4,086  | 4,160  | 4,090  | 3,990  | 3,919  | [ 1 ] |
| 京仁線 | 降車人員 | 4,295  | 4,244  | 4,205  | 4,274  | 4,305  | 4,177  | 4,239  | 4,192  | 4,091  | 4,030  | [ 1 ] |
| 路線   | 路線     | 2020年 | 2021年 | 2022年 |        |        |        |        |        |        |        |       |
| 京仁線 | 乗車人員 | 2,528  | 2,552  | 2,874  |        |        |        |        |        |        |        |       |
| 京仁線 | 降車人員 | 2,588  | 2,610  | 2,889  |        |        |        |        |        |        |        |       |

## 駅周辺

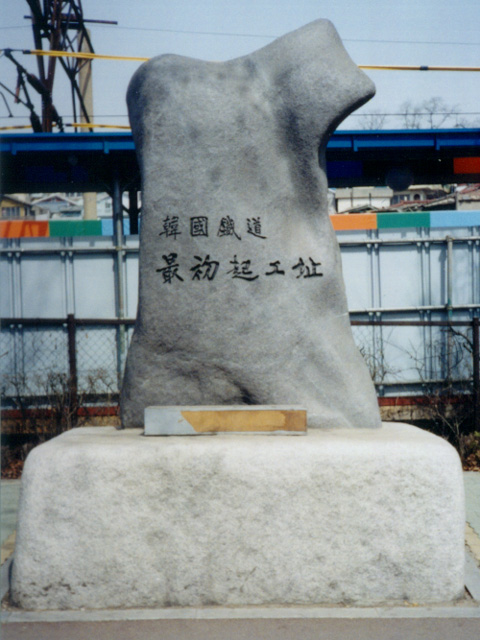
駅のすぐそばにある韓国鉄道最初起工址碑

- 仁川サッカー競技場（Kリーグ・仁川ユナイテッドFC本拠地、2012年開場）
- 桃源室内体育館（朝鮮語版）
- 韓国鉄道最初起工址碑
- 崇義1洞・3洞住民センター
- 仁川桃源室内体育館
- 仁川中央女子商業高等学校
- 桃源治安センター
- 光星中学校（朝鮮語版）
- 光星高等学校（朝鮮語版）
- 桃源洞住民センター
- 仁川税務署
- 東区庁
- 永化初等学校（朝鮮語版）
- 永化観光経営高等学校（朝鮮語版）

## 隣の駅
韓国鉄道公社
 京仁線（首都圏電鉄1号線）
特急・急行　
通過　
緩行
済物浦駅 (158) - 桃源駅 (159) - 東仁川駅 (160)